# Thymelaeaceae
Las timeleáceas (Thymelaeaceae) son una familia cosmopolita del orden Malvales compuesta por 50 géneros y 898 especies.
Las especies incluyen principalmente árboles y arbustos, con algunas trepadoras y herbáceas.

## Descripción
Se caracterizan por hojas simples, enteras, alternas o raramente opuestas, sin estípulas. Flores generalmente hermafroditas, regulares, a menudo tetrámeras, con perianto doble, o a veces con los pétalos abortados; corola (junto con el hipanto) tubular o urceolado, levemente corolino, sin solución de continuidad con el cáliz; corola inexistente o reducida; androceo diplostémono con 4-8 estambres sobre los sétalos (y alternos); gineceo súpero, con 1-2 carpelos (que dan lugar a 1-2 lóculos); suelen estar agrupadas en inflorescencias pequeñas. Frutos nuciformes o drupáceos.

## Distribución
La familia está más diversificada en el hemisferio sur que en el norte con las mayores concentraciones de especies en África y Australia. Los géneros son predominantemente africanos.

## Géneros
Géneros de Thymelaeaceae según APWeb:
| - Aetoxylon (Airy Shaw) Airy Shaw - Agallochum Lamarck = Aquilaria Lamarck - Aloexylum Lour. = ?Aquilaria Lamarck - Amyxa Tiegh. - Aquilaria Lamarck - Aquilariella Tiegh. = Aquilaria Lamarck - Brachythalamus Gilg = Gyrinops Gaertn. - Arnhemia Airy Shaw - Arthrosolen C.A.Mey. = Gnidia L. - Asclerum Tiegh. = Gonystylus Teijsm. & Binn. - Atemnosiphon Leandri - Balendasia Rafinesque = Passerina L. - Banksia J. R. Forst. & G. Forst. = Pimelea Gaertn. - Basutica E. Phillips = Gnidia L. - Belvala Adans. = Struthiola L. - Bosca Vell. = Daphnopsis Mart. - Brachythalamus Gilg = Gyrinops Gaertn. - Calyptrostegia C. A. Mey. = Pimelea Gaertn. - Canalia F. W. Schmidt = Gnidia L. - Capura L. = Wikstroemia Endl. - Chamaejasme Kuntze = Stellera L. - Chlamydanthus C. A. Mey. = Thymelaea Mill. - Chymococca Meisn. = Passerina L. - Coleophora Miers = Daphnopsis Mart. - Cookia J. F. Gmel. = Pimelea Gaertn. - Craspedostoma Domke = Gnidia L. - Craterosiphon Engl. & Gilg - Cryptadenia Meisn. = Lachnaea L. - Cyathodiscus Hochst. = Peddiea Hook. - Dais L. - Daphne L. - Daphnimorpha Nakai = Wikstroemia Endl. - Daphnobryon Meisn. = Kelleria Endl. - Daphnopsis Mart. - Decaisnella Kuntze = Aquilaria Lamarck - Deltaria Steenis - Dendrostellera (C.A.Mey.) Tiegh. = Diarthron Turcz. - Dessenia Adans. = ?Gnidia L. - Diarthron Turcz. - Dicranolepis Planchon - Diplomorpha Meisn. = Wikstroemia Endl. - Dirca L. - Dofia Adans. = Dirca L. - Drapetes Banks ex Lamarck - Drimyspermum Reinw. = Phaleria Jack - Edgeworthia Meisn. - Englerodaphne Gilg - Enkleia Griff. - Eriosolena Blume - Farreria Farrer = Wikstroemia Endl. - Funifera C. A. Mey. - Gastrilla Rafinesque = Daphnopsis Mart. - Giardia C. Gerber = Thymelaea Mill. - Gilgiodaphne Domke = Synandrodaphne Gilg - Gnidia L. - Gnidiopsis Tiegh. = Gnidia L. - Gonystylus Teijsm. & Binn. - Goodallia Bentham - Gymnococca C. A. Mey. = Pimelea Gaertn. - Gyrinops Gaertn. - Gyrinopsis Decaisne = Aquilaria Lamarck - Hargasseria C. A. Mey. = Daphnopsis Mart. - Heterolaena (Endl.) C. A. Mey. = Pimelea Gaertn. - Hyptiodaphne Urb. = Daphnopsis Mart. - Jedda J.R.Clarkson - Kaernbachia Kuntze = Lethedon Spreng. | - Kelleria Endl. - Kerrdora Gagnep. = Enkleia Griff. - Lachnaea L. - Lachnolepis Miq. = Gyrinops Gaertn. - Lagetta Juss. - Lasiadenia Bentham - Lasiosiphon Fresen. = Gnidia L. - Laureloa Hill = Daphne L. - Lethedon Spreng. - Leucosmis Bentham = Phaleria Jack - Ligia Fasano = Thymelaea Mill. - Linodendron Griseb. - Linostoma Wall. ex Endl. - Lophostoma (Meisn.) Meisn. - Lygia orth. var. Ligia Fasano = Thymelaea Mill. - Macgregorianthus Merr. = Enkleia Griff. - Macrostegia Turcz. = Pimelea Gaertn. - Makokoa Baillon = Octolepis Oliv. - Mezereum C. A. Mey. = Daphne L. - Microsemma Labill. = Lethedon Spreng. - Mistralia Fourr. = Daphne L. - Nectandra P. J. Bergius = Passerina L. - Nemoctis Rafinesque = Lachnaea L. - Nordmannia Fisch. & C. A. Mey. = Daphnopsis Mart. - Octolepis Oliv. - Octoplis Rafinesque = Gnidia L. - Ophispermum Lour. = Aquilaria Lamarck - Oreodendron C. T. White = Phaleria Jack - Ovidia Meisn. - Passerina L. - Pausia Rafinesque = Thymelaea Endl. - Peddiea Harv. ex Hook. - Pentathymelaea Lecomte = Daphne L. - Phaleria Jack - Pimelea Gaert. - Piptochlamys C. A. Mey. = Thymelaea Mill. - Pseudais Decaisne = Phaleria Jack - Pseudognidia E. Phillips = Gnidia L. - Psilaea Miq. = Linostoma Endl. - Psilosolena C. Presl = Peddiea Hook. - Radojitskya Turcz. = Lachnaea L. - Restella Pobed. = Wikstroemia Endl. - Rhamnoneuron Gilg - Rhytidosolen Tiegh. = Gnidia L. - Sanamunda Adans. = Passerina L. - Schoenobiblus Mart. - Scopolia L. f. = Eriosolena Blume - Solmsia Baillon - Steiroctis Rafinesque = Lachnaea L. - Stellera L. - Stelleropsis Pobed. = Diarthron Turcz. - Stephanodaphne Baillon - Struthia L. = Gnidia L. - Struthiola L. - Struthiolopsis E. Phillips = Gnidia L. - Synandrodaphne Gilg - Synaptolepis Oliv. - Tartonia Rafinesque = Thymelaea Mill. - Tepuianthus Maguire & Steyerm. - Thecanthes Wikstr. - Thymelaea Mill. - Thymelaea Adans. = Daphne L. - Thymelina Hoffmanns. = Gnidia L. - Tumelaia Rafinesque = Daphne L. - Tupeianthus Takht. = Tepuianthus Maguire & Steyerm. - Wikstroemia Endl. |

## Usos
Varios de los géneros tienen importancia económica. Gonystylus se cotiza por su dura y blanca madera. La corteza de Edgeworthia y Wikstroemia se utiliza como componente del papel.
Daphne se cultiva por el dulce aroma de sus flores. Las especies de Wikstroemia, Daphne, Phaleria, Dais, Pimelea y otros géneros se cultivan como ornamentales.
Muchas de las especies son venenosas si se comen.